# کوتسوره (استان اوپوله)
کوتسوره (به لهستانی: Kocury) یک منطقهٔ مسکونی در لهستان است که در گمینا دوبروجنگ واقع شده‌است. کوتسوره ۱۴۰ نفر جمعیت دارد.